# Torrone
Il torrone  è un dolce tipico italo-spagnolo, diffuso principalmente nel periodo natalizio.
Il suo nome deriva probabilmente dal verbo latino torrēre che significa abbrustolire con riferimento alla tostatura della frutta secca che lo compone.
Il torrone è conosciuto con nomi simili in diverse lingue; in spagnolo turrón, in catalano torró, in portoghese, torrão mentre in portoghese brasiliano torrone, in tagalog, turon.
È composto da albume d'uovo, miele e zucchero e mandorle che ne costituiscono la base comune a tutti i tipi con l'aggiunta eventuale di noci,  di arachidi, di nocciole tostate e pistacchi; spesso è ricoperto da due strati d'ostia.
Non va confuso con la cubaita dall'arabo ǧulǧulān/ǧulǧalān (جلجلان) che è fatta di sole mandorle e zucchero; oppure con la giuggiulena a base di semi di sesamo.

## Storia
(Tarantino, Maria, and Sabina Terziani.)

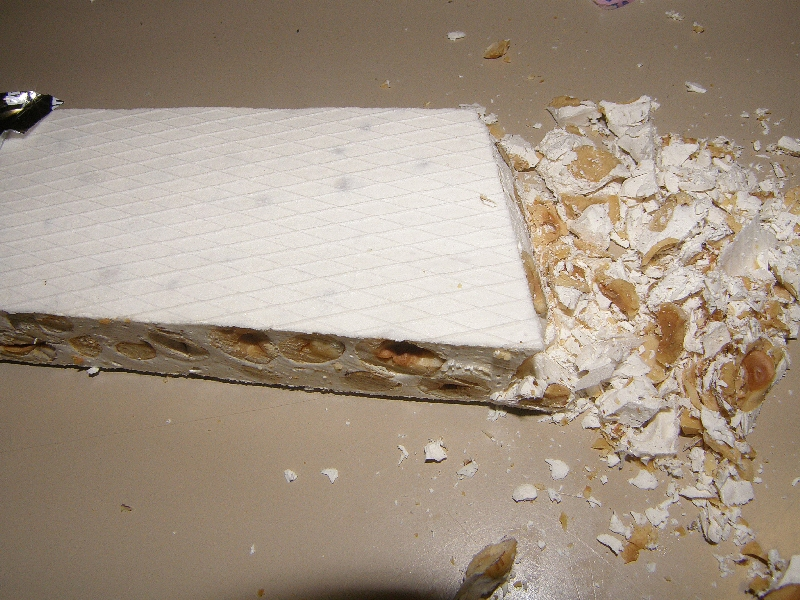
Torrone classico, o di Cremona.

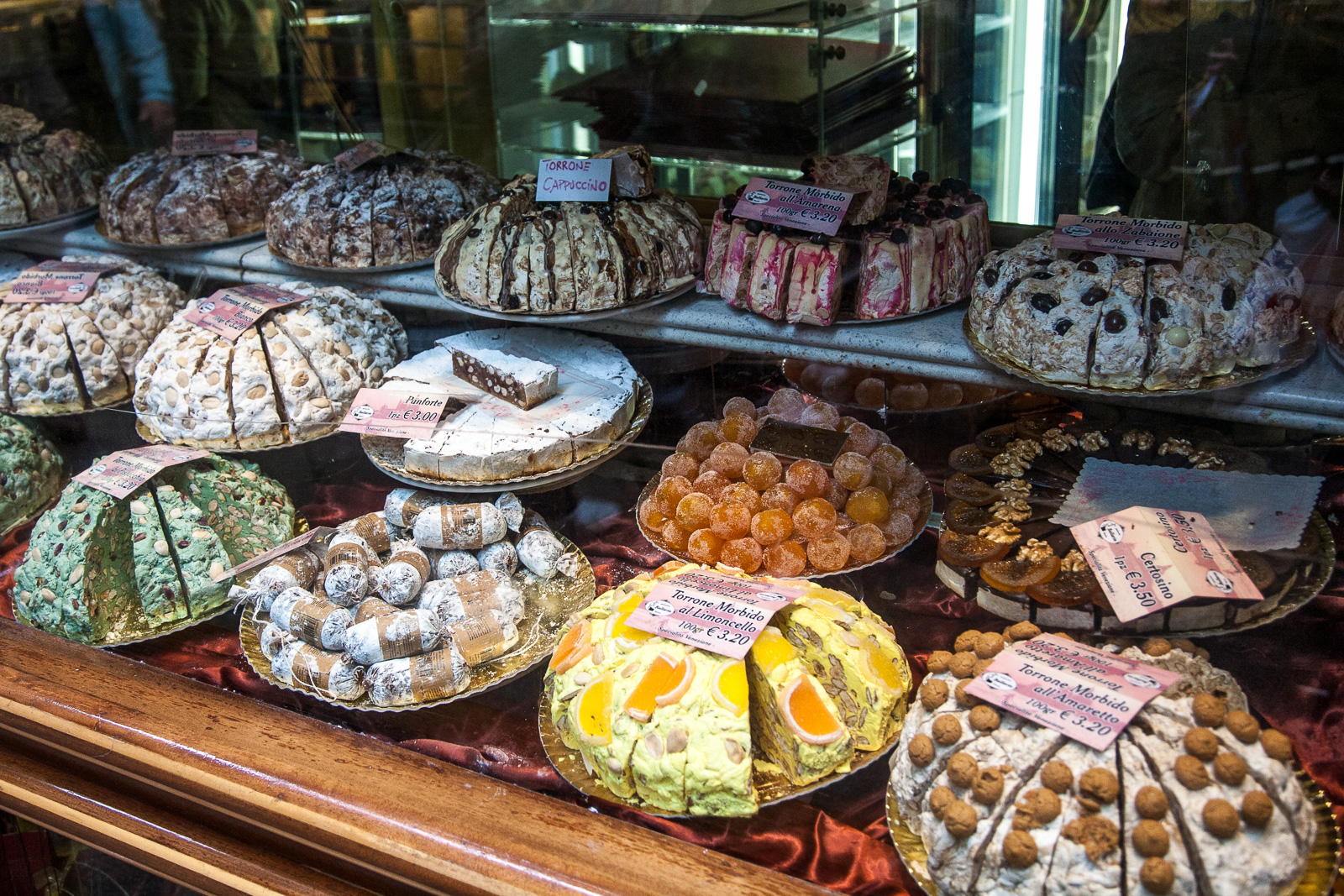
Torte di torrone esposte in vetrina a Venezia.

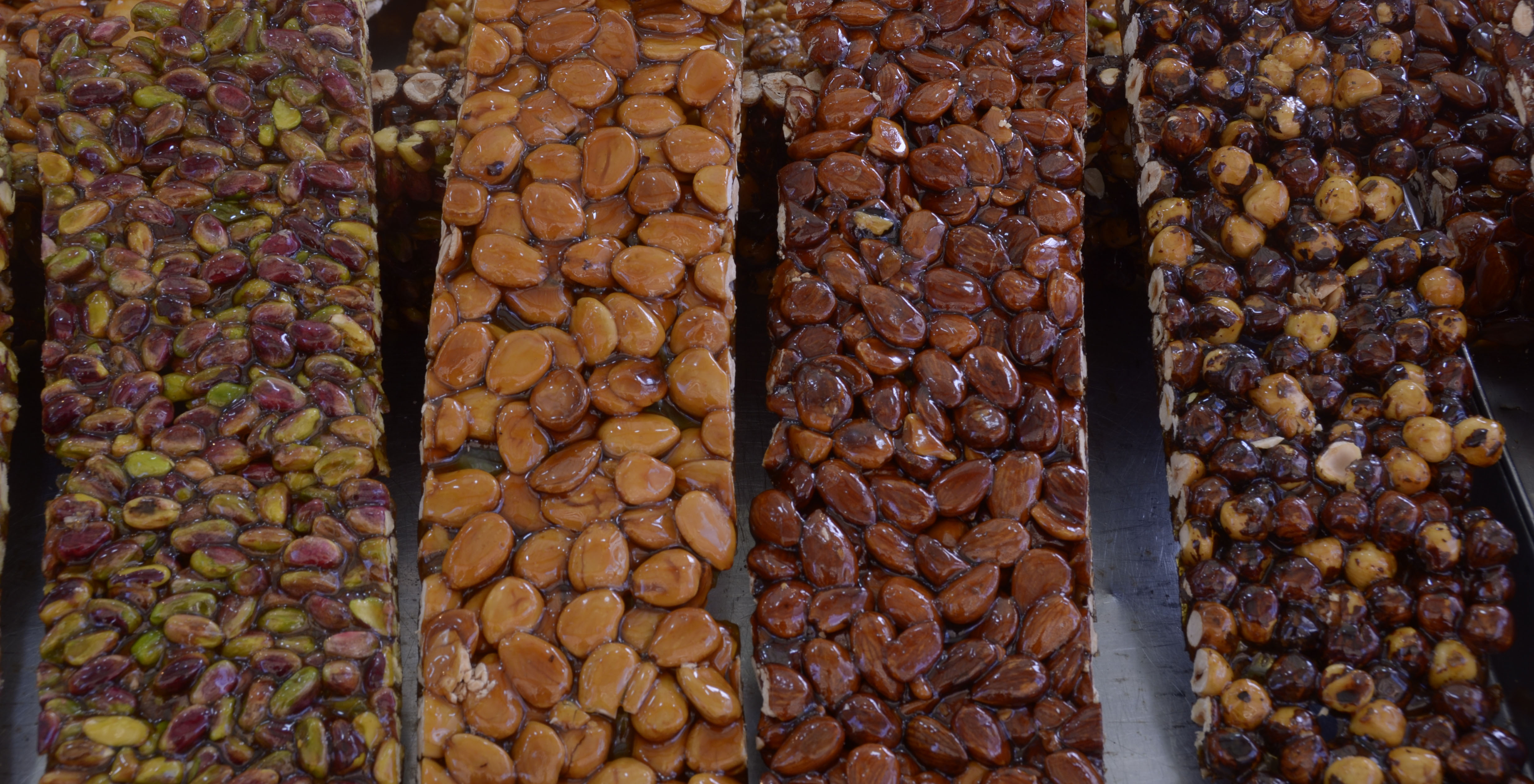
Sfumature di torrone in un negozio di Catania.

Il torrone è un dolce molto antico e viene considerato tipico di molte regioni, non solo italiane. 
Una produzione simile era in uso nell'antica Roma; questi alimenti, altamente energetici, erano spesso usati dagli atleti prima delle gare in Grecia o dai soldati romani durante le loro imprese militari.
Il Turrón o Torró spagnolo è conosciuto almeno dal XV secolo nella città di Jijona/Xixona (ex Sexona), a nord di Alicante; esso oggi è comunemente consumato nella maggior parte della Spagna, in alcuni paesi dell'America Latina e nella regione del Rossiglione in Francia.
In Italia un Torrone simile a quello spagnolo è quello tipico di Cremona e Benevento ed anche in Sicilia a Caltanissetta dove si usa anche il pistacchio come ingrediente caratterizzante. Vi sono produzioni simili prodotte nelle Filippine.
Altre varianti si trovano in diverse regioni del Mediterraneo settentrionale.

### Evoluzione
La prima testimonianza scritta del torrone in Catalogna è del 1221; lo si trova anche in ricettari e documenti del XIV secolo. Era prodotto in Catalogna e nel Regno di Valencia: la città è oggi il maggiore produttore della Spagna (in particolare a Jijona dove se ne fa risalire la presenza a partire dal XV secolo). In seguito, il torrone si è diffuso nella Corona di Castiglia: la prima documentazione scritta in spagnolo della sua presenza si trova ne "La generosa paliza" di Lope de Rueda, dell'anno 1570.
Nella versione della tradizione cremonese, il primo torrone sarebbe stato servito il 25 ottobre 1441 al banchetto per le nozze, celebrate a Cremona, fra Francesco Sforza e Bianca Maria Visconti. Il dolce, sempre secondo la tradizione, venne modellato riproducendo la forma del Torrazzo, la torre campanaria della città, da cui avrebbe preso il nome. Questo episodio viene rievocato ogni anno con una Festa del Torrone.
Tuttavia, la prima notizia certa riguardo al torrone a Cremona risale al 1543, anno in cui il comune acquistò del torrone per farne dono ad alcune autorità, soprattutto milanesi.

### Etimologia
Il termine "torrone" è d'etimologia discussa. Per alcuni, deriverebbe dalla voce verbale latina torrēre, presente attivo infinito di "torreo" (presente attivo torreō, presente infinito torrēre, perfetto attivo torruī, supino tostum), col significato di "tostare", "abbrustolire", con riferimento alla tostatura delle nocciole e delle mandorle. Il termine è quasi sicuramente di radice proto-indo-europea, è infatti riscontrabile nel moderno inglese thirst, nel greco τέρσομαι (térsomai), nel sanscrito तृष्यति (tṛṣyati).
Joan Corominas crede che il termine derivi dal latino "terra" perché simile a un grumo di terra. 
Infine, alcuni gruppi di studiosi attribuiscono al torrone origini arabe; a supporto di questa tesi vi sarebbe, fra l'altro, il De medicinis et cibis semplicibus, trattato dell'XI secolo scritto da un medico arabo, in cui è citato il turun.

## Varietà di torrone
Le principali varietà di torrone sono quello duro e quello morbido: la differenza fra le due è dovuta a diversi fattori. Innanzitutto il diverso grado di cottura dell'impasto: difatti nel torrone duro (anche chiamato "friabile") la cottura è solitamente prolungata nel tempo fino a raggiungere (in alcuni prodotti tipici) le 12 ore. Altrettanto importante è la composizione della ricetta ed il rapporto tra il miele e gli zuccheri (tra cui saccarosio, sciroppo di glucosio, sciroppo di zucchero invertito).

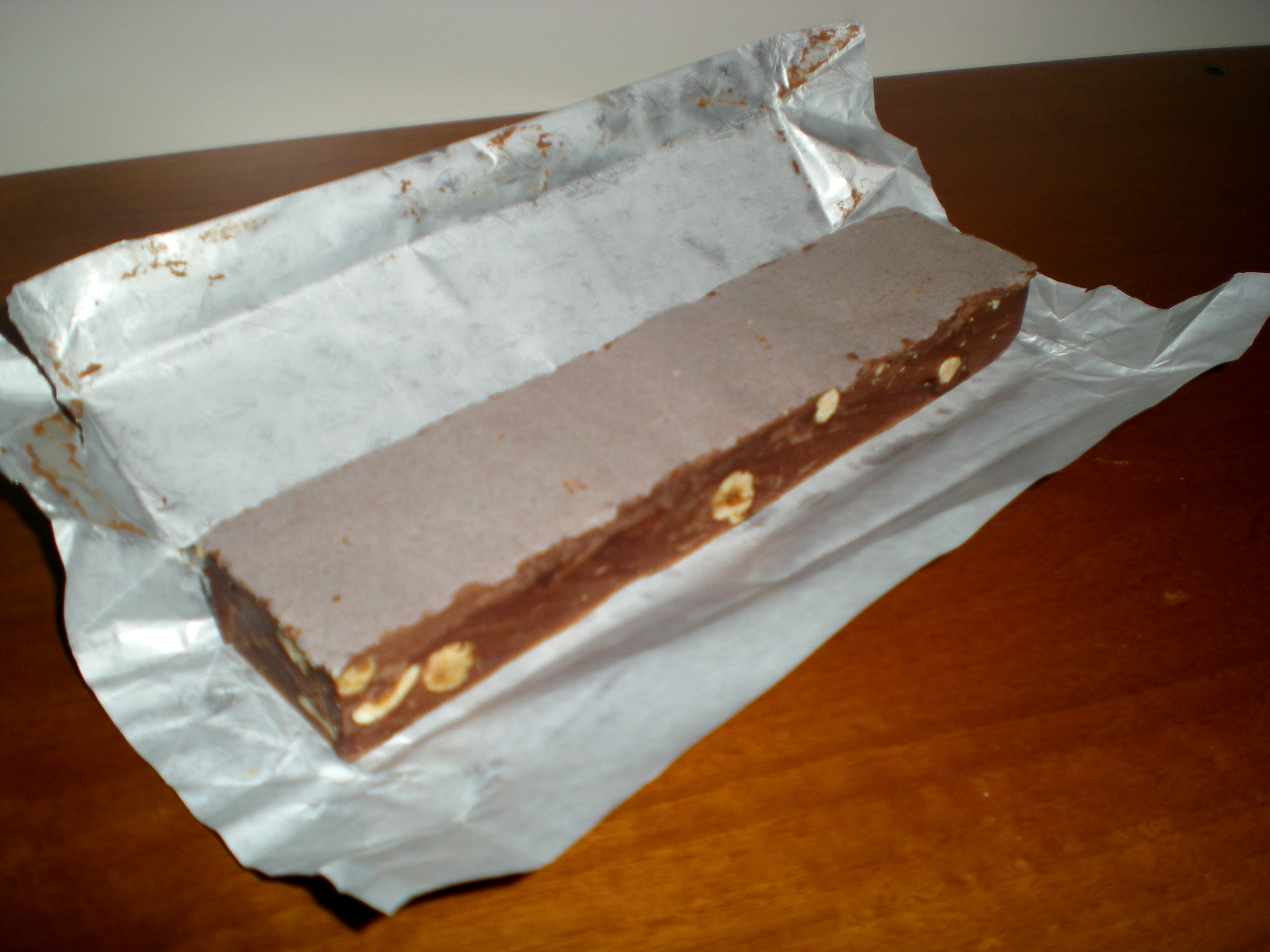
Torrone tenero al cioccolato, tipico dell'aquilano.

Il torrone tenero, invece, ha una cottura che solitamente non supera le 2 ore; ciò permette di avere un'umidità dell'impasto più alta; questo fattore in combinazione alla ricetta diversa produce un impasto più tenero. Come già detto i torroni si distinguono poi fra mandorlati e nocciolati. La variante aquilana, prodotta industrialmente già nel XIX secolo, prevede un impasto contenente cacao.
Varianti più moderne comprendono il torrone classico ricoperto di cioccolato. Un'ulteriore tipologia, con pasta reale (pasta di mandorle ricoperta di cioccolato pregiato o di glassa di zucchero fondente) non è da considerarsi propriamente un "torrone".

### Torrone valenciano
Il torrone spagnolo tradizionale può essere classificato come:
- Duro (la varietà Alacant): un blocco compatto di mandorle intere in una massa fragile di uova, miele e zucchero con il 60% di mandorle.
- Morbido (la varietà Xixona): Le mandorle sono ridotte a una pasta. L'aggiunta di olio rende la matrice più gommosa e appiccicosa con il 64% di mandorle.

Questa variazione negli ingredienti e la conseguente secchezza riflette un continuum che esiste anche nei biscotti all'amaretto (al gusto di mandorle), da una meringa ad un amaretto.
Altre varietà includono Torró d'Agramunt prodotto vicino a Lleida, Torró de Xerta prodotto vicino a Tortosa e torró de Casinos.
Modernamente il nome turrón ha ampliato il suo significato per includere molte altre preparazioni dolci che hanno in comune con il torrone tradizionale venduto in barre di circa 20 x 10 x 3 cm. Queste barrette possono contenere cioccolato, marzapane, cocco, caramello, frutta candita, ecc.

### Torrone italiano
Le forme di torrone più antiche di cui si abbia traccia letteraria in Italia sono quelle fornite dal gastronomo romano Marco Gavio Apicio, vissuto tra il I secolo a.C e il I secolo d.C. e che in una postuma collezione di ricette del suo De Re Coquinaria indicava come Nucatum; e quelle antecedenti, chiamate Cupedia dallo scrittore latino Marco Terenzio Varrone, vissuto tra il II e I secolo a.C., leccornie note sin dal tempo delle guerre sannitiche. 
A Benevento, la tradizione del torrone era già affermata nell'Ottocento, quando erano attive quattro fabbriche.
A Dentecane, in provincia di Avellino, stazione di dazio, gli spagnoli insegnarono l'arte del Torrone. Le prime testimonianze scritte di produzione risalgono al 1720. Nei primi anni del XX secolo vi erano 11 fabbriche di torrone, in un paesino da 1000 abitanti.
A Siena il torrone locale è venduto in dischi, denominati "copate" o panforte.
A Caltanissetta dove nel XIX secolo esisteva un'importante produzione di torrone tipico fatto con miele, mandorle e pistacchi.
Il torrone tradizionale di Cremona è nato nel 1441 per festeggiare il matrimonio tra Francesco Sforza e Bianca Maria Visconti. Per omaggiare gli sposi, è stato inventato un dolce che ricordasse il torrazzo che costeggia il Duomo di Cremona (la torre campanaria in muratura più alta d’Europa).

#### Torrone Sardo
L'archivio di Stato di Cagliari conserva un contratto per la fornitura di torrone da parte di due torronai sassaresi a un bottegaio cagliaritano, che certifica che la produzione del torrone risale almeno al 1614. Sembra inoltre che sul condaghes di Santa Maria di Bonarcado, secondo lo storico Raimondo Carta Raspi, il miele dell'attività apistica veniva utilizzato in prevalenza per fare torrone.
Testimonianze storiche riportano che ad Aritzo il torrone si produceva già a metà ‘800. Un registro dei primi del ‘900 annota ben 89 licenze di venditori ambulanti; su gran parte di esse compare la voce torrone. I torronai facevano parte della categoria dei "Biajantes", meglio definiti col nome di "Carrattoneris", perché per il trasporto delle mercanzie si servivano di carri trainati da buoi o cavalli. Essi vendevano, ma per lo più barattavano ogni genere di prodotto che la montagna offriva; difficilmente la vendita di un solo prodotto infatti, avrebbe garantito il sostentamento.
La produzione del torrone in Barbagia è dovuta all'esigenza di valorizzare e sfruttare i prodotti originali della natura: il miele della montagna, le noci e le nocciole delle vallate.  I centri di produzione più rinomati erano Aritzo e Tonara, ma vi erano anche altri paesi minori.
Gli aritzesi portavano i loro prodotti nel Campidano, mentre i tonaresi, che da sempre si contendono con gli aritzesi il primato della produzione del torrone in Sardegna, si occupavano del commercio nel Sassarese. Questo scambio commerciale permise uno scambio culturale umano che consentì ad Aritzo un'apertura tale all'innovazione per quei tempi che era proprio impensabile per altri paesi della Barbagia.
Ne derivò il trasferimento di numerose famiglie aritzesi a Cagliari, Quartu, Pirri, Villasor, Monastir, Tuili, ecc. con i loro laboratori per produrre il torrone direttamente nel mercato di sbocco, il Campidano.
Nei documenti dei primi del ‘900 Tonara è sede di un laboratorio artigianale, che soddisfa le richieste degli ambulanti. La famiglia Carta aveva adibito a laboratorio un locale all'interno della propria abitazione. Vi erano due caldaie a mano e il fuoco era alimentato a lenta combustione. L'attività produttiva iniziava a metà marzo per terminare a settembre. La nascita della produzione industriale del torrone è legata alla famiglia Pruneddu che nel 1963 acquista le prime caldaie elettriche, e diventerà alla fine degli anni '70 l'azienda leader per la produzione del torrone per gli ambulanti, promuovendo il marchio “torrone di Tonara”. Sempre a Tonara, un'altra azienda che merita di essere menzionata è l'azienda Pili, questa ha introdotto il torrone nella grande distribuzione e da tre generazioni produce torrone.
Ad Aritzo nei primi del ‘900 esistevano parecchi laboratori di produzione del torrone, tra cui quelli delle famiglie Meloni, Calledda, Muggironi ed in particolare la famiglia Atzori, che con le sue caldaie riusciva a produrre un quantitativo notevole di torrone per venderlo nelle sagre paesane; successivamente cominciarono la produzione le famiglie Maxia, Pranteddu, Manca e Fois.
Il torrone veniva lavorato con una grossa pala in legno che fungeva da miscelatore, questo comportava un lavoro faticosissimo che durava anche 5-6 ore poiché non bisognava mai smettere di mescolare o si sarebbe compromesso tutto il lavoro fatto. Quando il miele era ben caldo, si aggiungeva l'albume d'uovo montato a neve che fungeva da lievitante; si proseguiva poi con la lavorazione sino a che il torrone non raggiungeva la giusta consistenza e il tipico colore candido. Infine si versavano le mandorle, nocciole o noci e lo si travasava nelle apposite cassette il legno.
Ad Aritzo la “produzione industriale” inizia nel 1962 quando Sebastiano rientrato dall'America fondò assieme a Francesco Pranteddu la società Fratelli Pranteddu acquistando la prima macchina elettrica dalla società Carle&Montanari di Milano.

### Torrone cubano
A Cuba, il turrón de maní (torrone di arachidi) è un dolce tradizionale. Barrette di dimensioni ridotte vengono solitamente distribuite alle fermate degli autobus e tra le folle, sebbene siano disponibili anche nella tradizionale forma a pagnotta. Vi sono due varianti: blando, arachidi macinate pressate in barrette con zucchero di canna; e arachidi tostate dure e tritate grossolanamente legate insieme a zucchero caramellato e miele.

### Torrone filippino
Cashew turrón (spagnolo filippino: turrones de casúy; spagnolo: turrones de anacardo)  è un prodotto nella provincia di Pampanga. È una barretta di marzapane fatta con anacardi e avvolta in una cialda bianca. A differenza del resto dell'area ispanica, questo dolce non è associato alle festività natalizie. Un altro derivato è il turrones de pili, realizzato utilizzando il nativo pili nut.
Un dolce filippino simile è il masareal di Mandaue, che è fatto con arachidi bollite finemente tritate, zucchero o sciroppo (latik) e acqua. Tuttavia, in genere non è secco come il torrone.
Uno street food derivato, ma molto diverso, è il turón che è una versione dolce della lumpia filippina. Il più comune è il turón na saging, che è fatto con banana o piantaggine a fette immerse nello zucchero di canna, avvolte in involucri di involtini primavera e fritte. Tuttavia, ci sono numerosi altri ripieni di Turón, tra cui ube, patate dolci, e anche le arachidi, come il turón de mani.

### Torrone peruviano
Nella cucina peruviana il torrone è generalmente morbido e può essere aromatizzato con anice. La ricetta spagnola originale, che conteneva ingredienti rari o costosi in Perù (come mandorle, acqua di rose, acqua di fiori d'arancio, miele), è stata modificata in vari modi. Una varietà comune trovata a Lima è il Turrón de Doña Pepa, un torrone all'anice e al miele che viene tradizionalmente preparato per la processione religiosa del Señor de los Milagros (o Signore dei Miracoli), nel mese di ottobre.

### Torrone portoricano
A Porto Rico, il turrón si chiama Turrón de Ajónjolí (turrón di sesamo). Il torrone portoricano è fatto con semi di sesamo bianco e nero tostati, cannella in polvere, succo di limone, legati insieme da zucchero di canna caramellato e miele. Altre varietà includono mandorle, scorza di lime, semi di girasole con semi di lino, scorza d'arancia e scaglie di cocco tostate.

## Produzione contemporanea
Oggi il torrone è uno dei dolci natalizi più diffusi in Italia e sempre più spesso è possibile trovarlo anche all'estero. I principali centri di produzione sono Cremona, dove operano le due principali industrie del settore (Sperlari e Vergani), Ospedaletto d'Alpinolo e Dentecane in provincia di Avellino dove è presente uno dei più antichi torronifici, aperto fin dal 1750, Benevento dove opera, tra le altre, l'azienda Alberti, con il marchio Strega, e San Marco dei Cavoti, pure in provincia di Benevento, ove la tradizione è radicata dal 1891 e dove si svolge annualmente la Festa del Torrone. In Piemonte opera Sebaste, azienda fondata a Grinzane Cavour (CN) nel 1885 e specializzata nella produzione di torrone con nocciole e tartufi dolci.
Varie altre zone d'Italia, hanno altresì consolidato un'ottima tradizione nella produzione di questo dolce nelle diverse varianti: fra queste citiamo Bagnara Calabra (dove il torrone è anche Indicazione geografica protetta), Taurianova (località dove questo dolce è prodotto artigianalmente ed annualmente si tiene il Festival del Torrone), Gallo d'Alba (CN), Cologna Veneta (meglio noto come "mandorlato di Cologna"), San Martino di Lupari (Pd), Alvito, Ospedaletto d'Alpinolo, Dentecane e Grottaminarda (dove è chiamato cupeta in dialetto irpino), Camerino, L'Aquila, vari comuni del beneventano (inclusa la stessa città di Benevento). In provincia di Venezia, a Dolo, si produce il mandorlato Scaldaferro, tipico mandorlato veneziano, inserito nell'albo dei prodotti agroalimentari tipici della Regione Veneto, e premiato per due volte consecutive come migliore torrone d'Italia dalla rivista enogastronomica "il Gambero Rosso".
Piuttosto caratteristico per la sua rusticità è il torrone della Sardegna (su turrone sardu), con rinomati centri di produzione ad Aritzo, Tonara e a Pattada, il cui aroma più intenso è dovuto al fatto che la sua componente dolce deriva esclusivamente, senza zuccheri aggiunti, dal miele di macchia mediterranea. La caratteristica del torrone sardo è la sua morbidezza e, soprattutto, il suo color avorio. Difatti, esso non è bianco come gli altri torroni, poiché la ricetta sarda non impiega lo zucchero o ne usa minime quantità, preferendo a questo l'utilizzo di miele. Esistono molteplici rivisitazioni della ricetta classica che vedono l'uso di scorze di arancia o di limone, ostie, pinoli, vaniglia, ecc. Le ricette artigianali possono variare a seconda della tradizione locale.
In Sicilia, e più anticamente a Caltanissetta, i pasticceri e/o torronai continuano la tradizione nissena con la produzione della Cubaita insieme al classico torrone nisseno che si caratterizza per il verde del pistacchio locale, il giallo del miele di sulla e per il bianco delle mandorle; tutti ingredienti tipici delle campagne nissene. I turrunari (torronai) del luogo, che si tramandano in famiglia da più generazioni questa artigianalità, creano per le feste annuali questo tipico dolce artigianale; dolce che mettono in vendita nelle tipiche bancarelle allestite per le feste cittadine. È in corso la procedura per il riconoscimento IGP del torrone di Caltanissetta.

## Riconoscimenti
Il torrone è riconosciuto come uno dei Prodotti agroalimentari tradizionali italiani su proposta delle seguenti regioni:
Regione Abruzzo
- Torrone di Guardiagrele
- Torrone tenero al cioccolato aquilano
- Torrone tenero al cioccolato di Sulmona

Regione Calabria
- torrone di Bagnara Calabra (IGP)
- torrone artigianale di Taurianova
- torroncino
- torrone a poglia con mandorle, turruni
- torrone di arachidi con zucchero
- torrone gelato, turruni gelatu
- torrone Cupeta di Montepaone

Regione Campania
- torroncino di Roccagloriosa

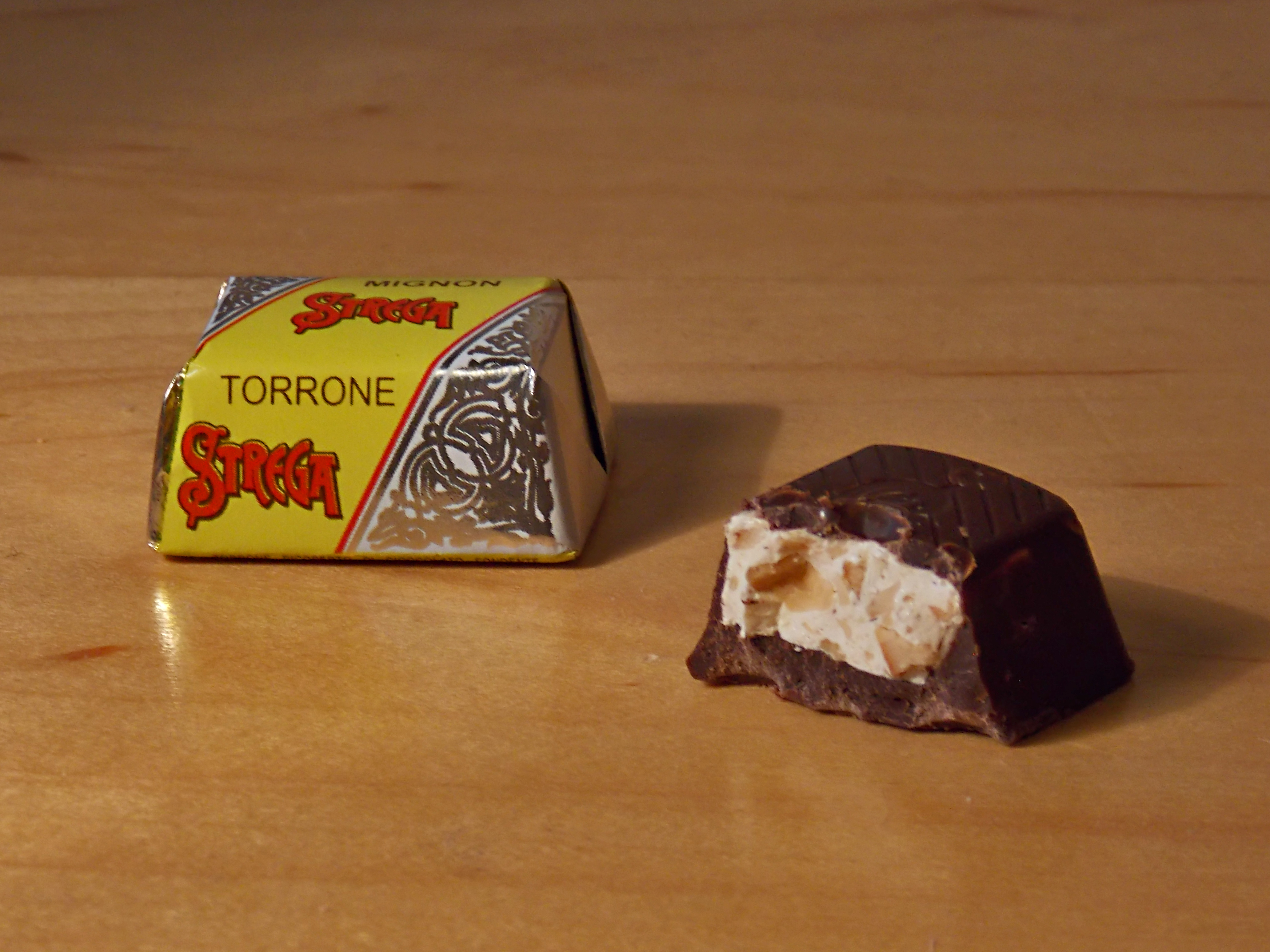
Torroncini al liquore Strega, un prodotto tipico di Benevento

- torrone croccantino di San Marco dei Cavoti
- torrone di Benevento
- torrone di castagna
- torrone di Grottaminarda
- torrone di Ospedaletto d'Alpinolo
- torrone di Dentecane

Regione Lazio
- torroncino di Alvito

Regione Lombardia
- Torrone Classico o di Cremona

Regione Marche
- torrone di Camerino
- crostata di torrone

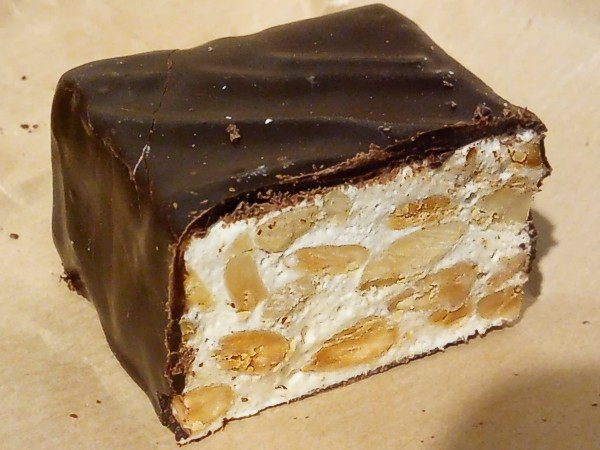
Torrone mandorlato di Camerino rivestito di cioccolato fondente

- torrone di fichi - panetto di fichi di Monsampolo del Tronto

Regione Molise
- torrone del papa

Regione Piemonte
- torrone di nocciole
- torrone di Visone

Regione Sardegna
- torrone di Pattada
- torrone di Tonara
- torrone di Sinnai
- torrone di Tuili
- torrone di Giba
- Torrone di Aritzo

Regione Sicilia
- torrone di Caltanissetta

Regione Veneto
- mandorlato di Cologna Veneta
- torrone di San Giovanni Lupatoto
- mandorlato Veneziano Scaldaferro
- torrone di San Martino di Lupari Dolcital

## Marchi di tutela attribuiti dall'Unione europea
- Turrón de Jijona (IGP)[30]
- Turrón de Agramunt / Torró d'Agramunt (IGP)[30]
- Turrón de Alicante (IGP)[31]

## Galleria d'immagini

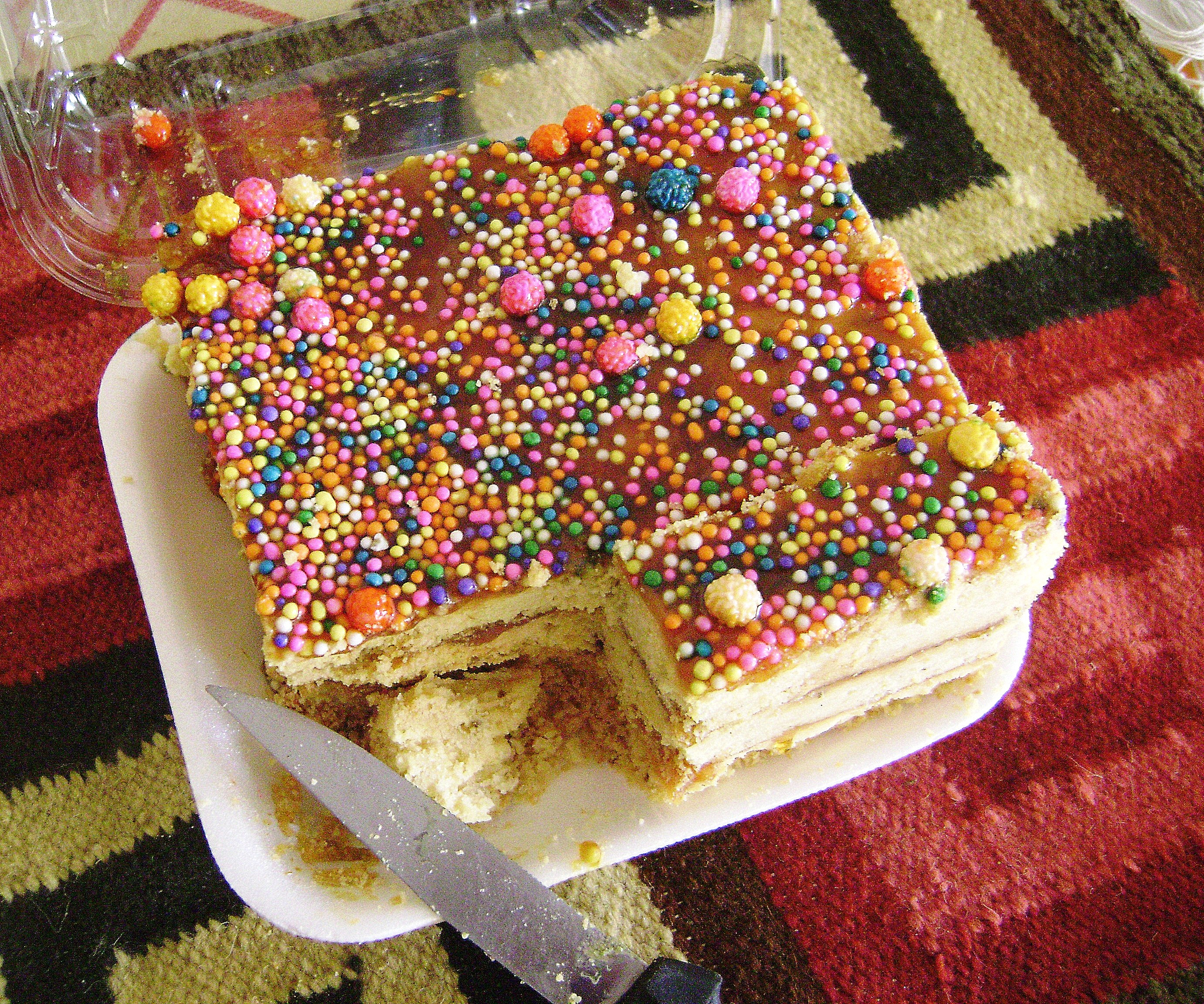
Turrón de Doña Pepa del Perù
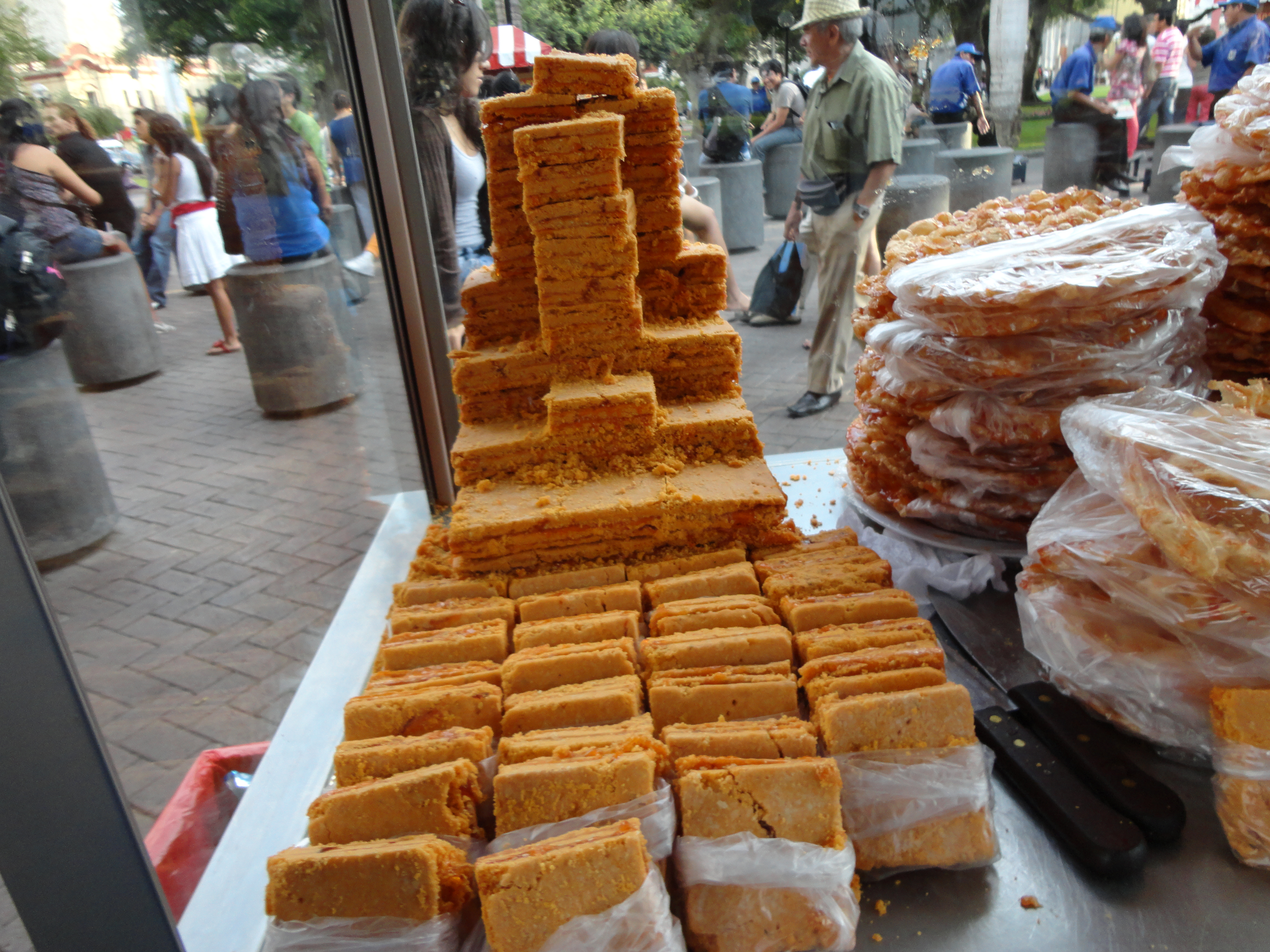
Chumbeque piurano
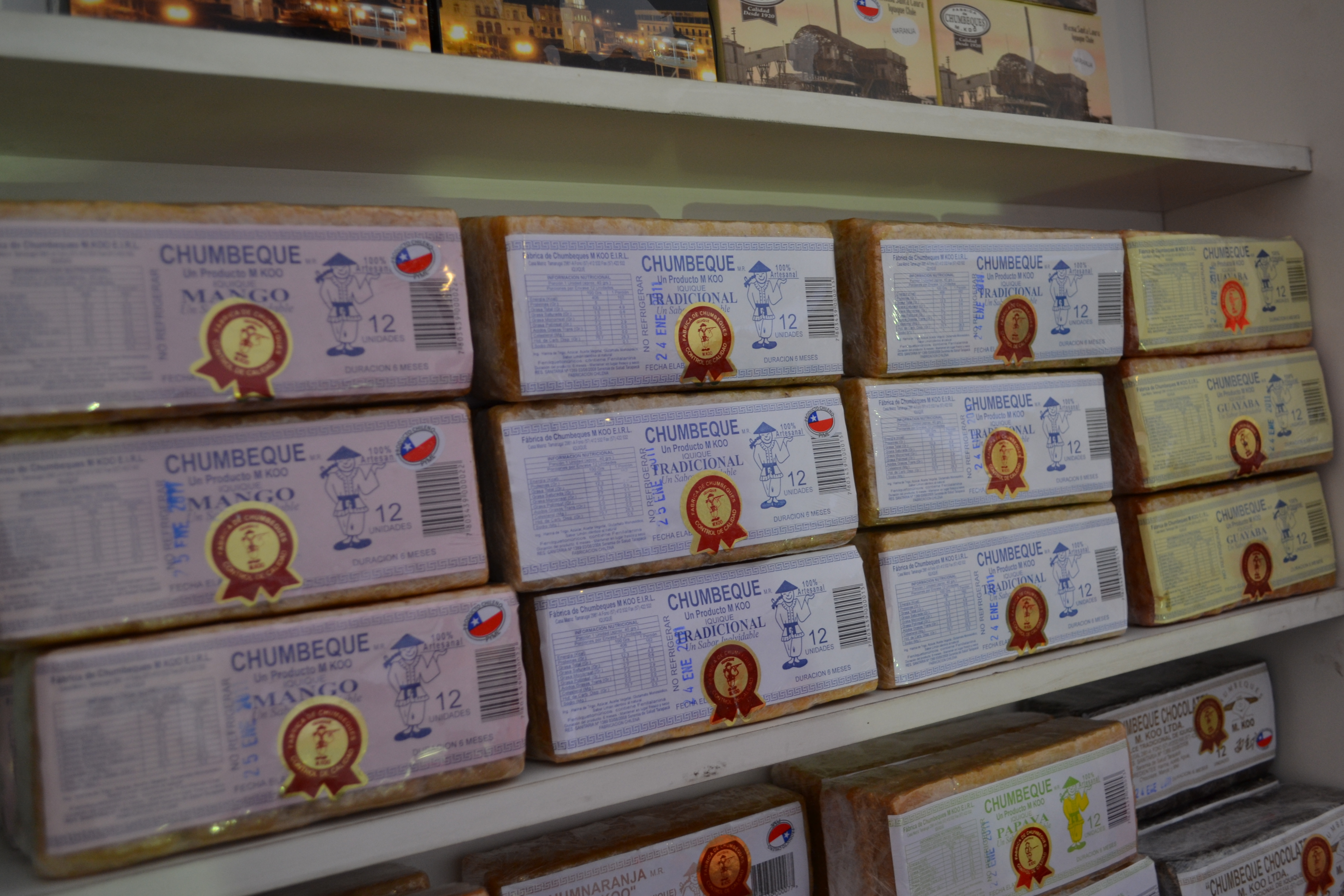
Chumbeque cileno
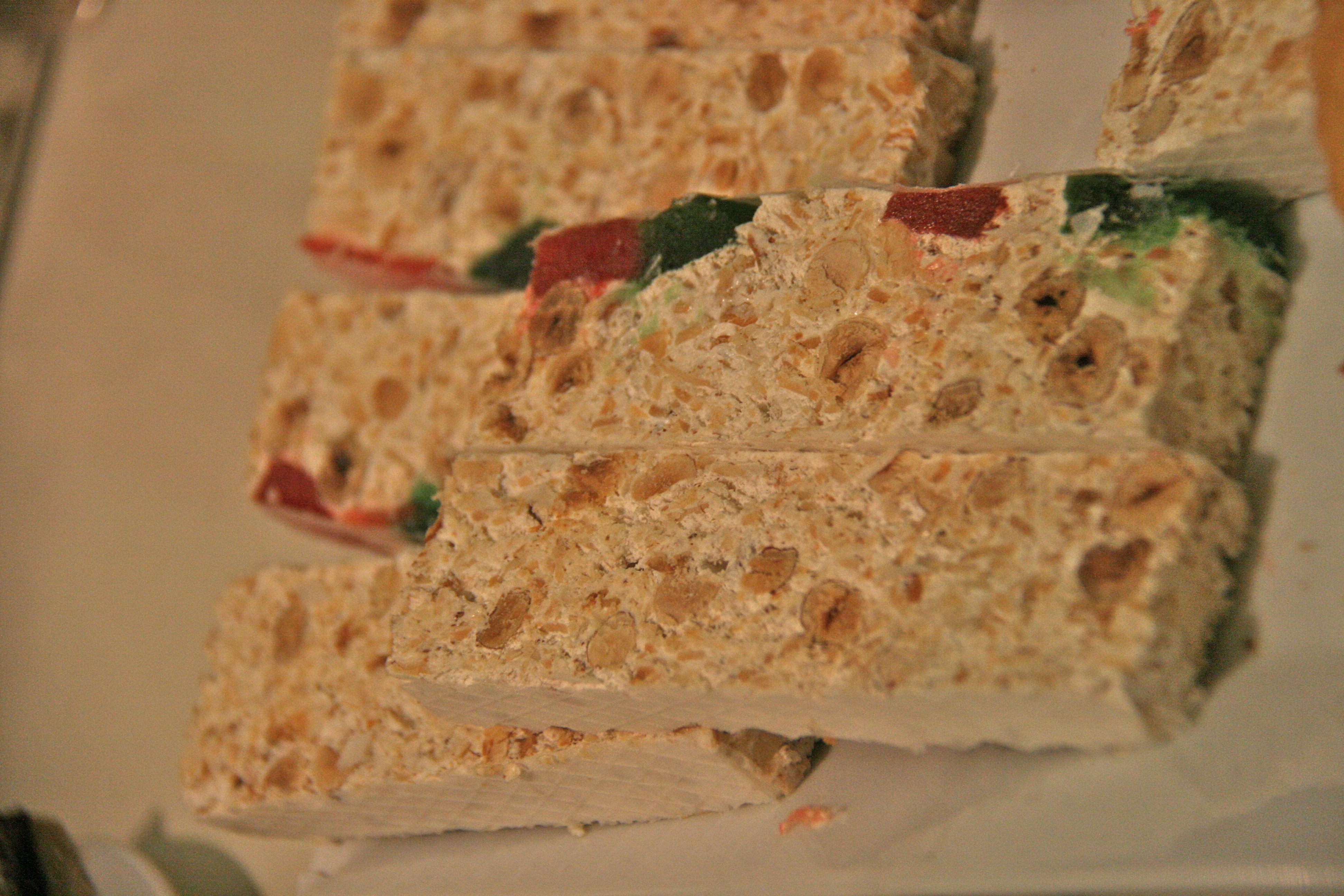
Mandorlato praghese.
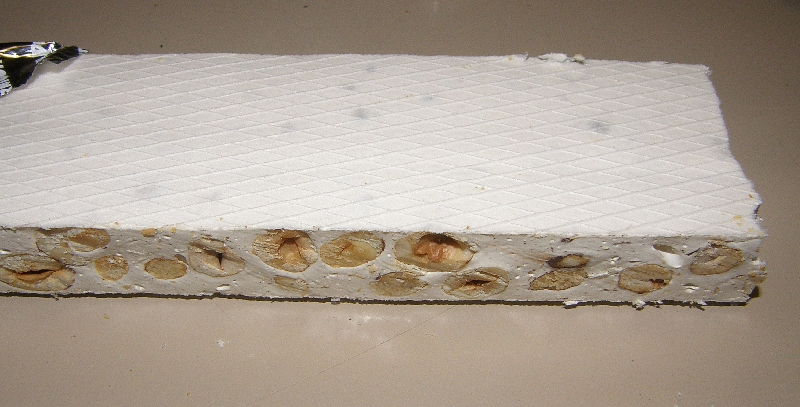
Torrone classico d'Italia
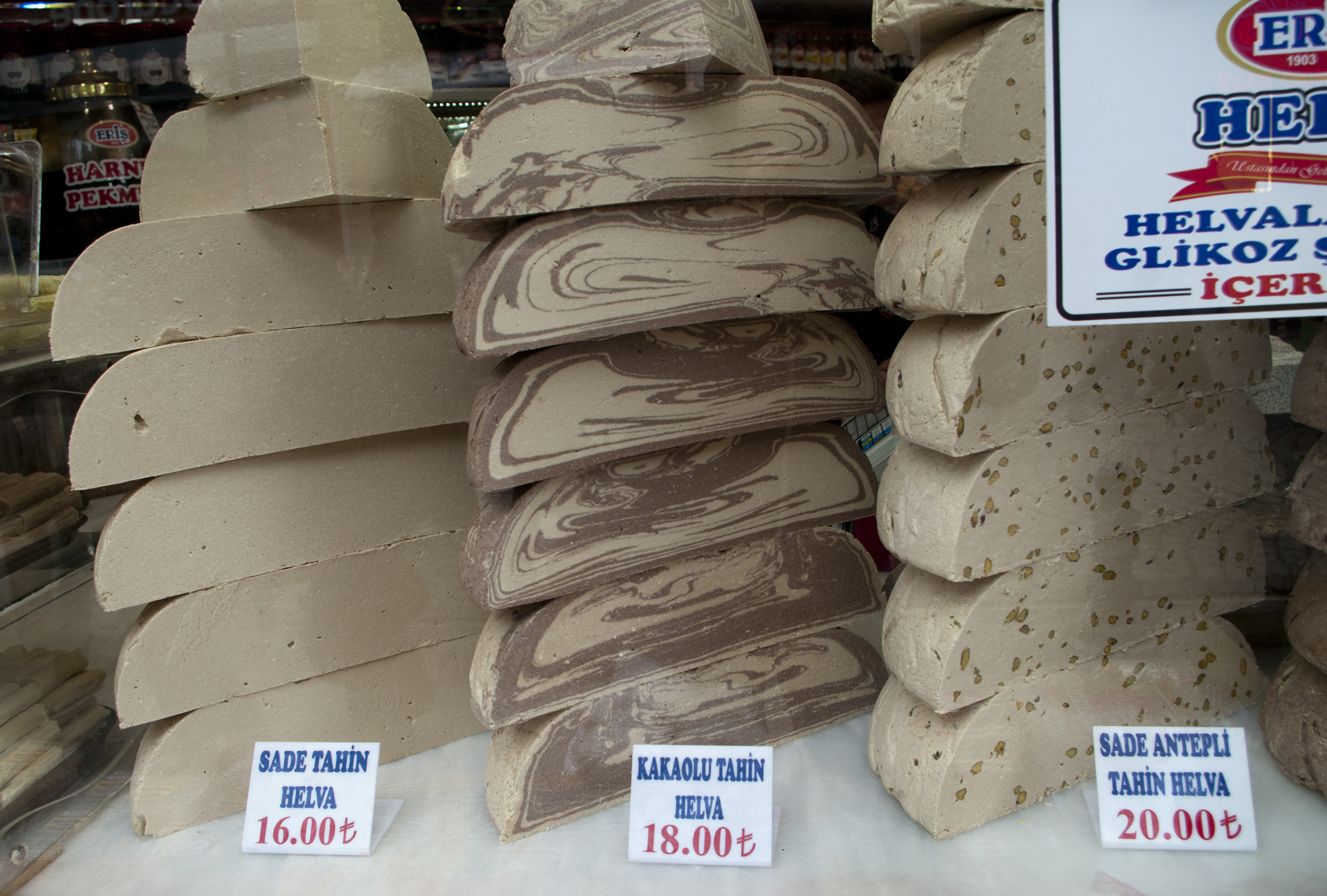
Tahin helva della Turchia
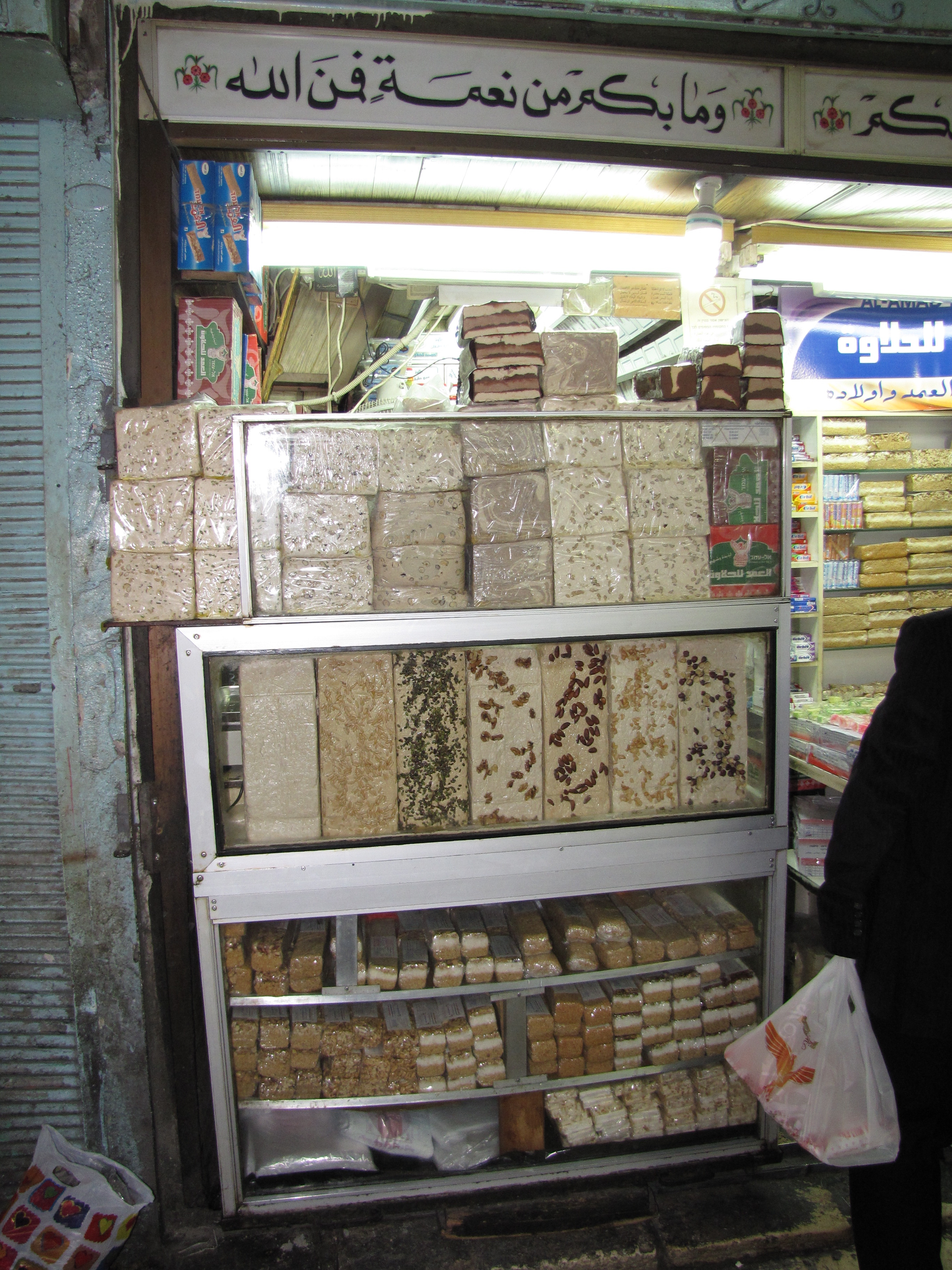
Halva in Israele
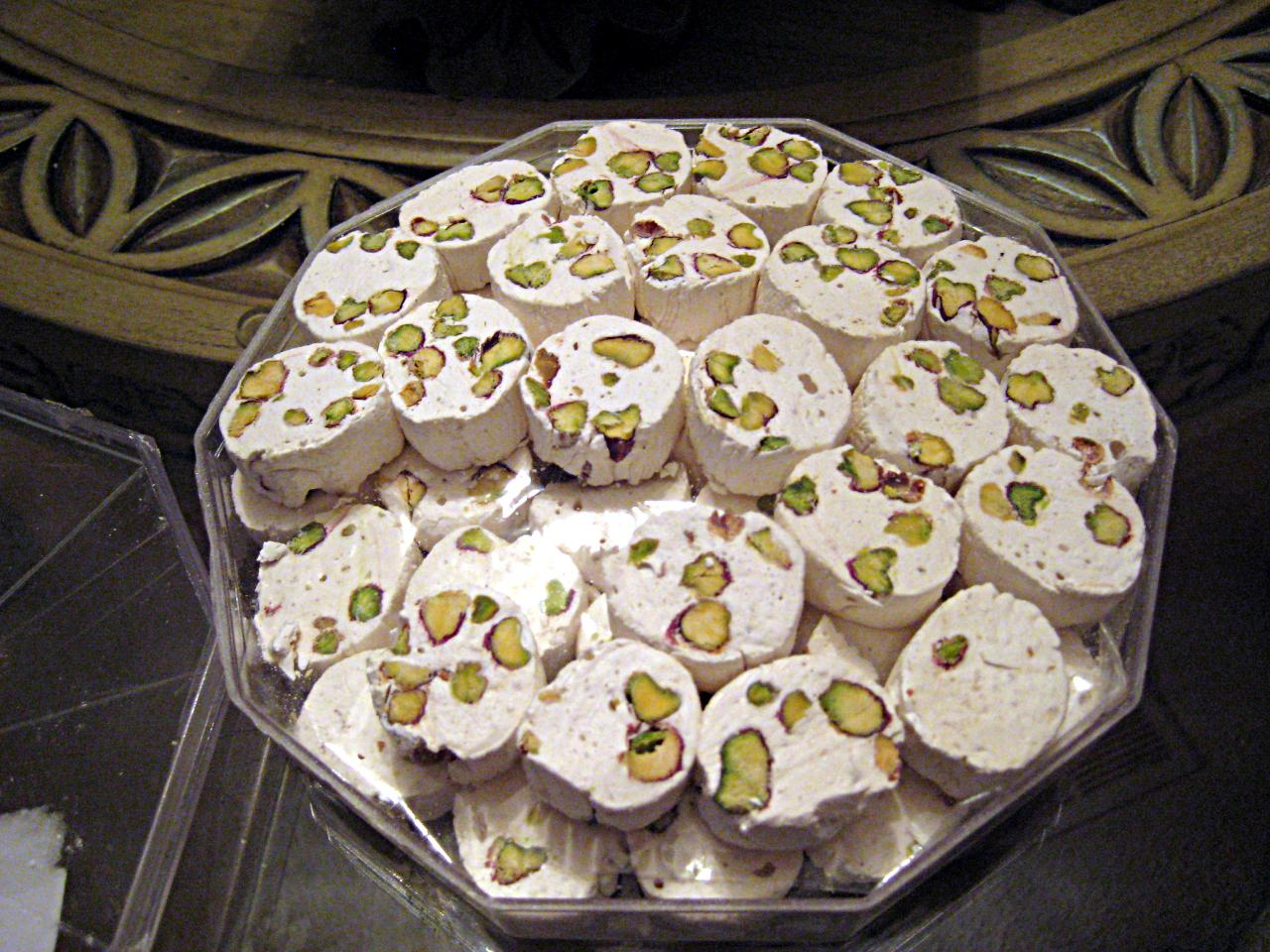
Gaz persiano